# Fragmentengebouw
Het Fragmentengebouw is een gebouw van het Rijksmuseum Amsterdam dat in de periode van 1890 tot 1897 werd samengesteld uit verschillende bouwfragmenten van Nederlandse bouwwerken die destijds werden afgebroken. Het werd door architect Pierre Cuypers voor het Nederlandsch Museum voor Geschiedenis en Kunst opgezet om de Nederlandse architectuur tentoon te stellen. Het gebouw bevindt zich op de Hobbemastraat bij 19.
Het gebouw werd na de voltooiing door een verbindingsgang verbonden aan het hoofdgebouw. In 1916 is de Druckeruitbouw tegen het Fragmentengebouw aangebouwd waarbij tussen deze gebouwen een glazen hal de buitenmuur met fragmenten zichtbaar houdt. Deze zuidvleugel als geheel wordt aangeduid als de 'Philipsvleugel'.

## Bouwfragmenten
Zowel in het Fragmentengebouw als in de Druckeruitbouw zijn historische gevelstenen geplaatst, in totaal 43 stuks, waarvan 17 afkomstig van de collectie van het Koninklijk Oudheidkundig Genootschap. Onder andere ornamenten van een 16e-eeuws woonhuis van Amsterdam (Damrak 1) zijn verwerkt.

### Westgevel

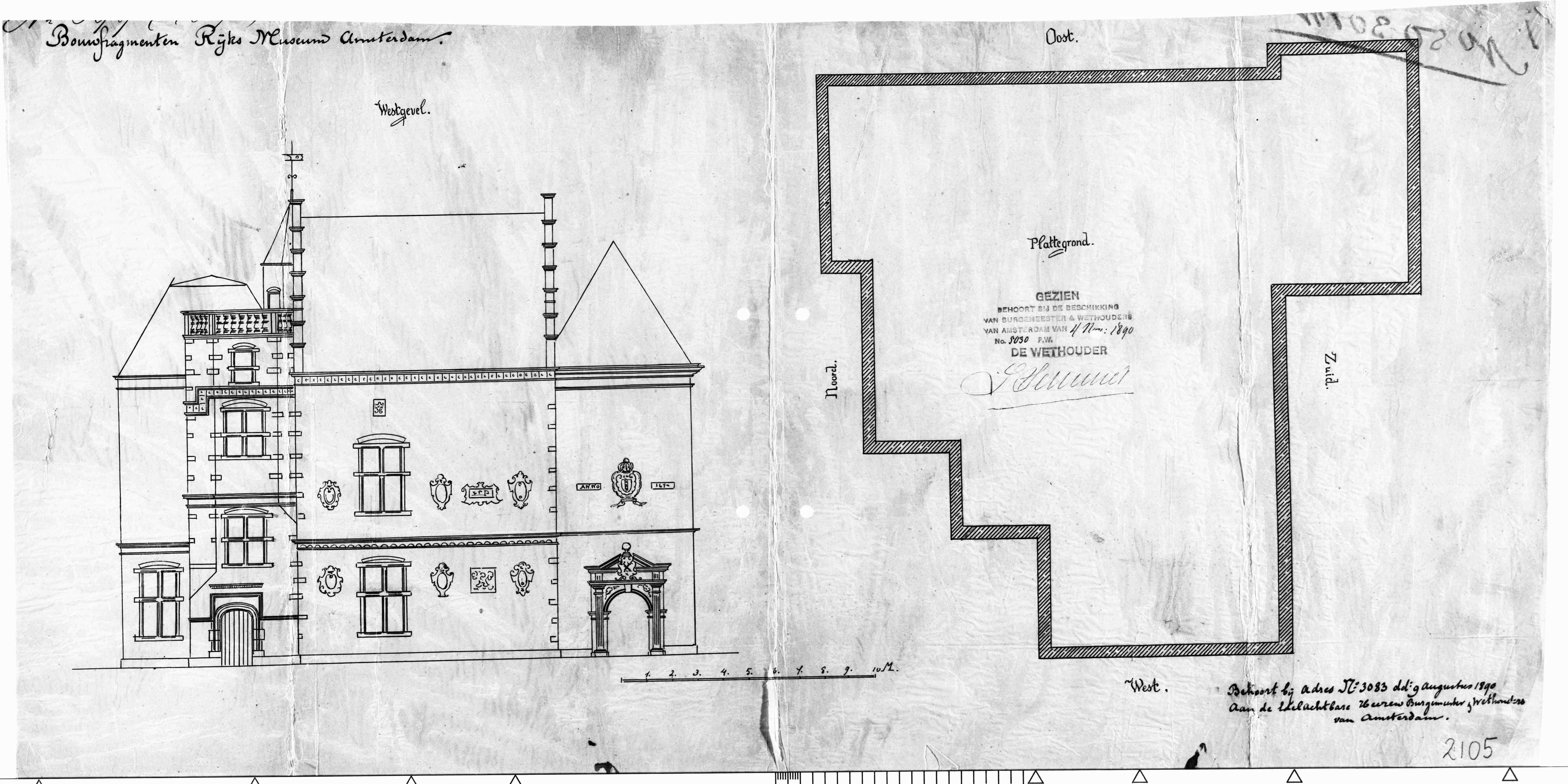
Opstand westgevel en plattegrond Fragmentengebouw

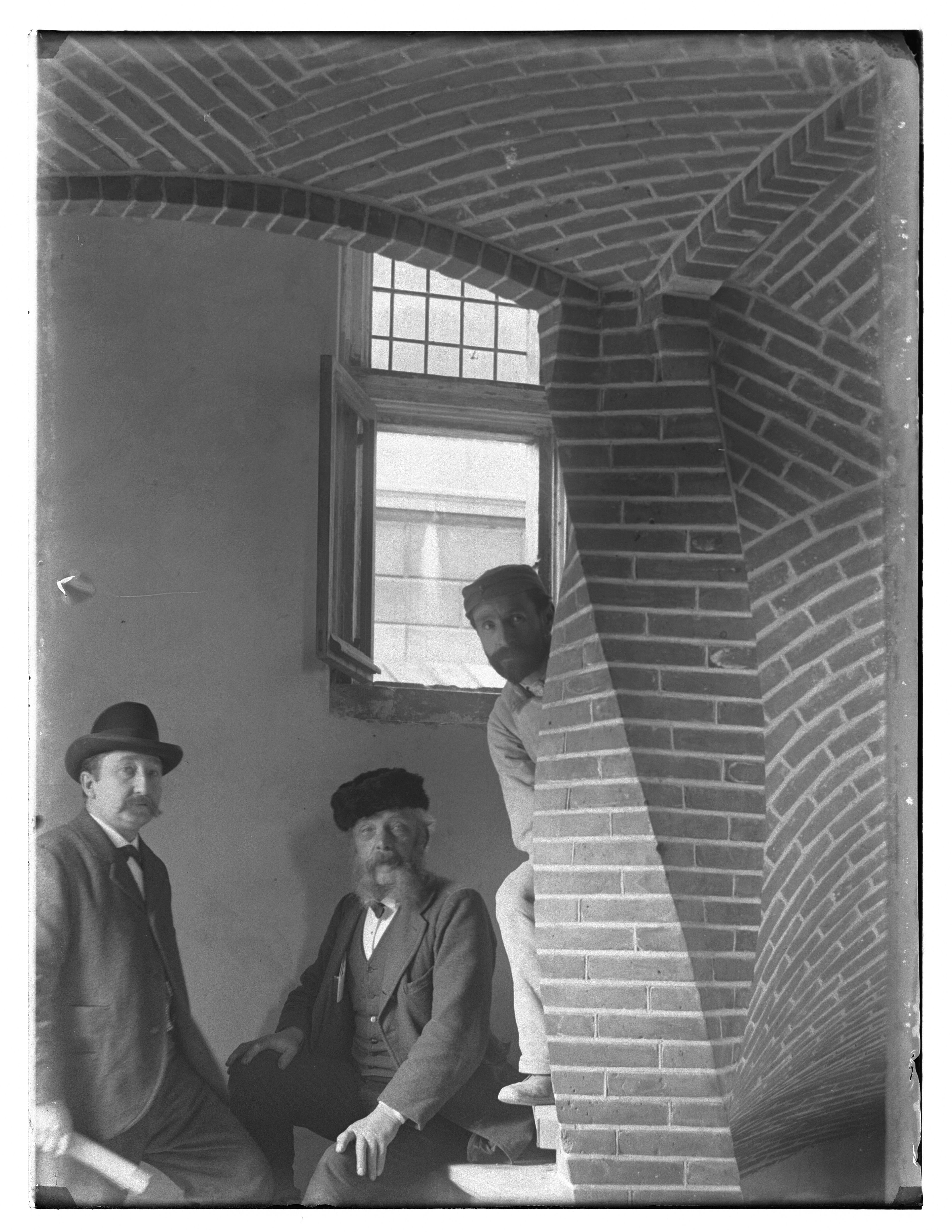
Gemetselde wrongtrap in de Franekertoren na oplevering

De westgevel omvat de traptoren van de Ockingastins uit Franeker, de Waterpoort van Gorinchem en een poortje van de Admiraliteit van Rotterdam.

### Zuidgevel

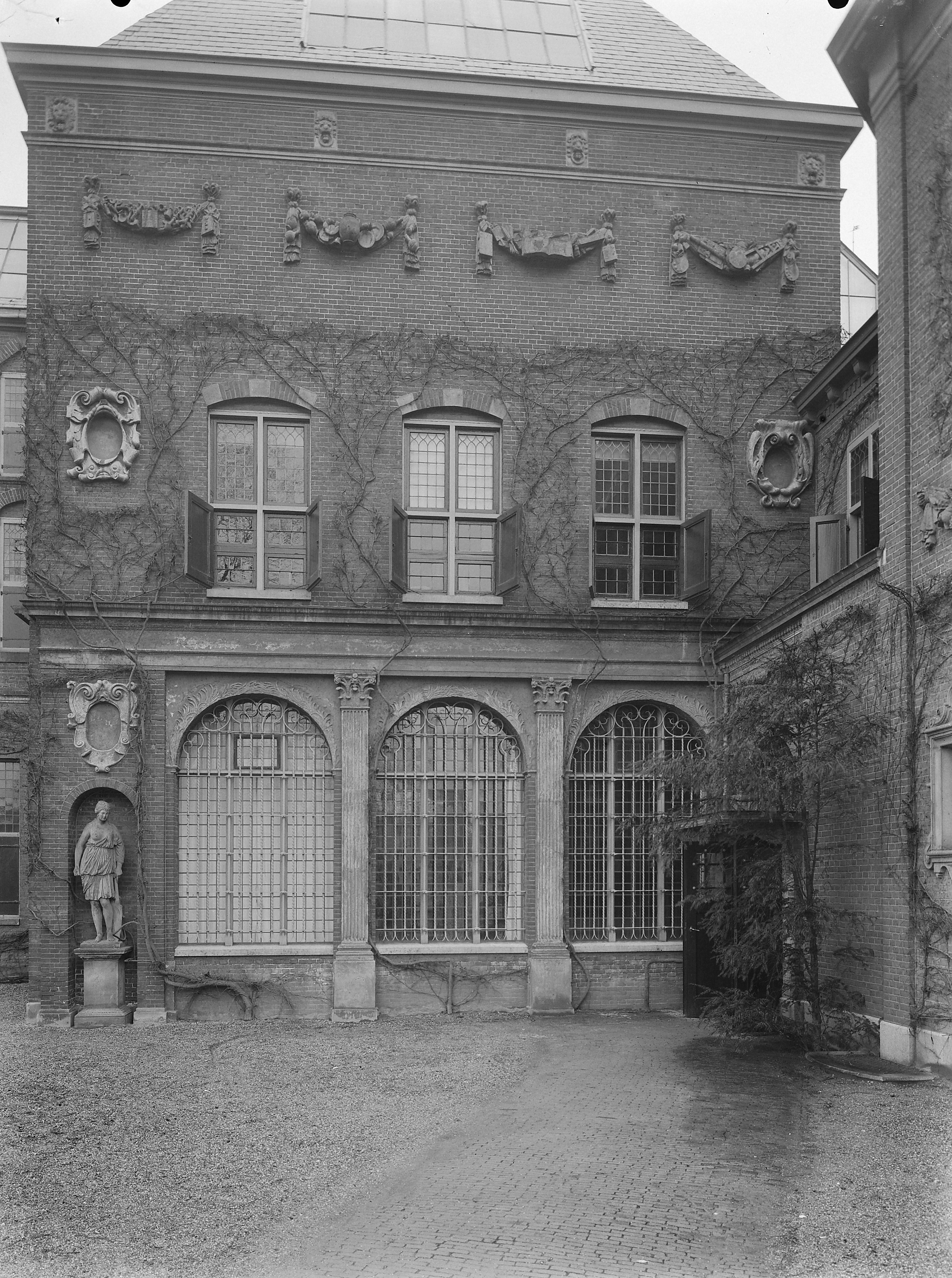
Zuidgevel

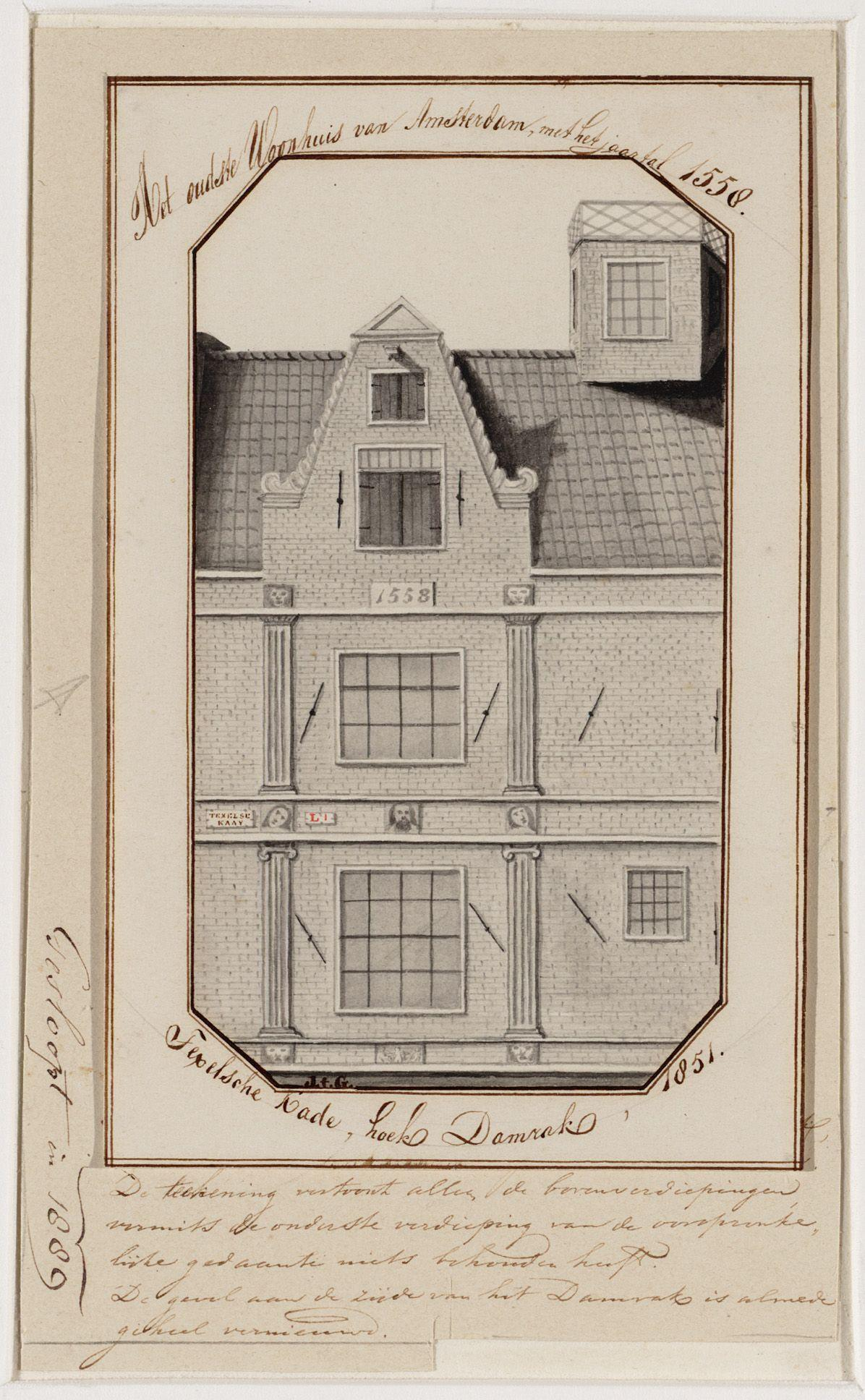
Het oudste Woonhuis van Amsterdam, met het jaartal 1558

De zuidgevel bevat bogen uit het trappenhuis van het Huygenshuis en festoenen van het Sint Lucasgildehuis in Delft.

### Oostgevel
Aan de kant van de Druckeruitbouw bevindt zich de Bredase wand, een bouwfragment van de voormalige hovenierswoning van het Kasteel van Breda. Deze wand bevindt zich na de uitbreiding met de Druckeruitbouw binnen aan een hal. Dit atrium, vroeger de Rijtuigenhal, verschool een tijdlang de muur achter een voorzetwand en is met de verbouwing 2003-2013 weer volledig zichtbaar.